# Strong Enough (пісня Шер)
«Strong Enough» (укр. Досить сильна) — пісня американської співачки та акторки Шер з її 22-го студійного альбому Believe (1998). Пісня була випущена як другий сингл з альбому. Він вийшов 22 лютого 1999 року Warner Bros і WEA. Композиція та музичний стиль пісні сильно нагадують диско музику 1970-х. Пісня отримала позитивні відгуки музичних критиків, багато хто назвав її родзинкою Believe і порівняв з піснею Глорії Гейнор «I Will Survive». Пісня мала менший успіх у Billboard Hot 100 США, де посіла  57 місце, але очолила чарт Billboard Hot Dance Club Play. Вона також посіла перше місце в Угорщині та потрапила до першої десятки в Австрії, Бельгії, Фінляндії, Франції, Німеччині, Ісландії, Італії, Новій Зеландії, Шотландії, Іспанії, Швейцарії та Великобританії.

## Фон і прийом
«Strong Enough» був випущений як другий міжнародний сингл із двадцять другого студійного альбому Шер «Believe», який вийшов у 1998 році. Однак він не мав успіху в США, поки не отримав більше трансляцій після випуску рекламних реміксів. Ця пісня разом із «Believe» стала однією з її найуспішніших пісень на сьогодні.
«Strong Enough» отримав схвальні відгуки музичних критиків. Шведська газета Aftonbladet заявила, що пісня «буде такою ж чудовою для тих, хто страждає», як «I Will Survive» Глорії Гейнорс. Майкл Ґаллуччі з AllMusic написав, що «сама Шер просто рухається через біт-фабрику з одним однотонним вокальним діапазоном, змішуючи тряску». Ренді Кордова з The Arizona Republic описав пісню як "мелодію ретро-диско". Ларрі Флік з Billboard написав, що він «розгортається там, де закінчився «Believe». Він зазначив, що пісня «ретро-диско» є «непереборно привабливою, радісною, як молитовне відродження, і ідеальним партнером, коли діти готуються спілкуватися з радіо після закінчення школи. Усе про цей трек-гімн стає очевидним із прослуховування Rust: "Шер знову у найкращій формі, перед наповненим струнами, веселим ритмом, який змусить людей постукувати пальцями на ногах і клацати пальцями від Мен до Міннесоти". Він також додав, що «безсумнівно, це найбільший простий хіт, який ми чули цього року». Метт Стопера та Браян Галіндо з BuzzFeed прокоментували: «Завжди затьмарена «Believe», «Strong Enough» також була чудовою танцювальною піснею 90-х!» Майкл Р. Сміт із The Daily Vault сказав, що «це найкомфортніший і найрозслабленіший музичний звук, який вона коли-небудь звучала». Рецензент із Irish Independent вибрав його як одну з «найважливіших подій» альбому Believe, зазначивши, що він «захоплює». Дебора Вілкер із Knight Ridder сказала, що «Strong Enough» є найкращою піснею альбому, назвавши її «захоплюючою феміністичною піснею» та «її власною «I Will Survive».

## Місце в чартах
"Strong Enough" досяг 57 місця в US Billboard Hot 100, залишаючись у чартах протягом дванадцяти тижнів. Пісня не привернула особливої уваги в США, але коли промо-ремікси були випущені, пісня посіла перше місце в Billboard Hot Dance Club Play. Він також досяг тридцять першого місця в Billboard Pop Songs, двадцять дев’ятого місця в Billboard Hot Adult Contemporary Tracks і сорокового місця в Billboard Hot Adult Top 40 Tracks.
В іншому пісня мала успіх, здебільшого потрапляючи в десятку найкращих у більшості країн. Пісня посіла шосте місце в Новій Зеландії, а також одинадцяте місце в Австралії. Також пісня була дуже добре сприйнята в Європі. Пісня посіла перше місце в Угорщині, а також сьоме місце у Фінляндії, поки не випала на третьому тижні та третє місце у Франції, залишаючись у чартах протягом двадцяти чотирьох тижнів. Пісня також досягла двадцять першого місця у Швеції, п’ятого місця у Швейцарії, четвертого місця в Австрії, одинадцятого місця в Нідерландах і шістнадцятого місця в Норвегії. Пісня також дебютувала під номером п'ять у чарті синглів Великобританії, поки не опустилася далі, нарешті фінішувавши під номером п'ятдесят шостим.

## Музичне відео

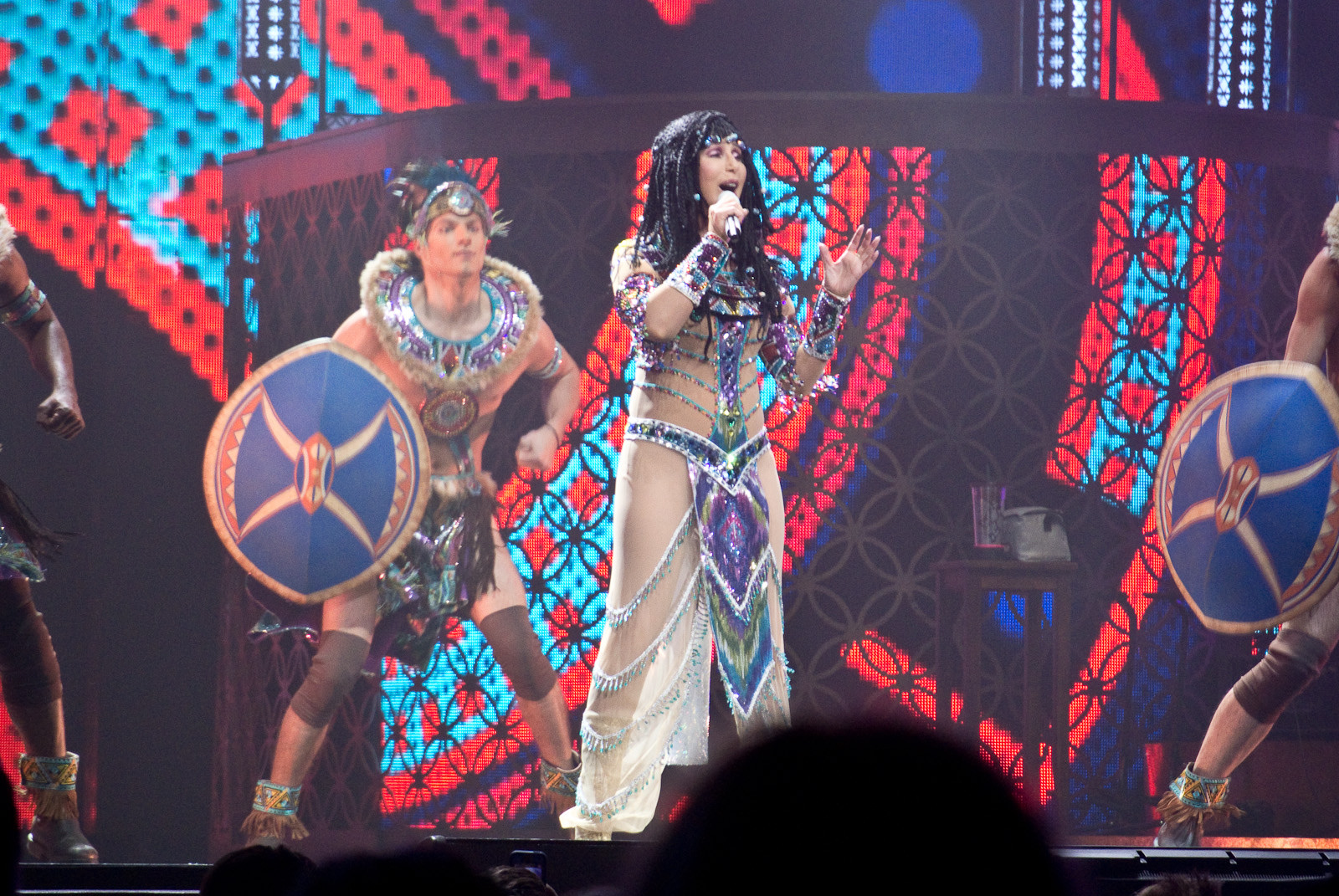
Шер виконує пісню "Strong Enough" у своєму турі Dressed to Kill Tour 2014.

Супровідний музичний кліп на "Strong Enough" був знятий британським режисером Найджелом Діком і вийшов у світовий прокат на початку 1999 року. Промо-касета VHS і CD-R також були випущені в США, але дуже рідко. Промо-відео також містить реміксовану версію відео.
У цьому відео Шер — комп’ютерний вірус, а її роль — порадник, який розповідає поганому хлопцеві причини, чому його дівчина (роль якої виконує Шеннин Соссамон) покине його. У відео також з'являються підлітки на вечірці, дві жінки, двоє грабіжників і багато гравців на готичних інструментах.
Через пару місяців після виходу оригінального кліпу Ден-О-Рама на Strong Enough, (найбільш відомий своєю роботою над реміксуванням відео) створив відео «Vocal Club Edit» на цю пісню. Він використовував ремікс Strong Enough (Pumpin' Dolls Vocal Epic Club) і промо Club 69 Future Edit лише для діджеїв у 2000 році. Оригінальне музичне відео також представлено на «The Very Best Of Cher: The Video Hits Collection»

## Живі виступи
Шер виконувала пісню в наступних концертних турах:
- Do You Believe? Tour (1999–2000)
- The Farewell Tour (2002–2005)
- Cher at the Colosseum (2008–2011) (видалено у вересні 2009)
- Dressed to Kill Tour (2014)
- Classic Cher (2017–2020)
- Here We Go Again Tour (2018–2020)

## Чарти та сертифікати
| Чарт (1999)                            | Пік позиції |
| -------------------------------------- | ----------- |
| Австралія (ARIA)                       | 11          |
| Австрія (Ö3 Austria Top 75)            | 4           |
| Бельгія (Ultratop Flanders)            | 6           |
| Бельгія (Ultratop Wallonia)            | 4           |
| Belgium (Promuvi)                      | 2           |
| Canada (Nielsen SoundScan)             | 16          |
| Canada Top Singles (RPM)               | 30          |
| Canada Adult Contemporary (RPM)        | 13          |
| Denmark (Tracklisten)                  | 5           |
| Europe (European Hot 100 Singles)      | 3           |
| Фінляндія (Suomen virallinen lista)    | 7           |
| Франція (SNEP)                         | 3           |
| Німеччина (Media Control AG)           | 3           |
| Greece (IFPI)                          | 6           |
| Hungary (Mahasz)                       | 1           |
| Iceland (Íslenski Listinn Topp 40)     | 3           |
| Ірландія (IRMA)                        | 11          |
| Italy (FIMI)                           | 10          |
| Нідерланди (Dutch Top 40)              | 11          |
| Нідерланди (Mega Single Top 100)       | 11          |
| Нова Зеландія (RIANZ)                  | 6           |
| Норвегія (VG-lista)                    | 16          |
| Poland (Music & Media)                 | 2           |
| Quebec (ADISQ)                         | 9           |
| Шотландія (Official Charts Company)    | 4           |
| Spain (PROMUSICAE)                     | 4           |
| Швеція (Sverigetopplistan)             | 21          |
| Швейцарія (Media Control AG)           | 5           |
| Велика Британія (UK Singles Chart)     | 5           |
| США (Billboard Hot 100)                | 57          |
| США (Adult Contemporary) (Billboard)   | 29          |
| США (Adult Top 40) (Billboard)         | 40          |
| США (Hot Dance Club Songs) (Billboard) | 1           |
| США (Mainstream Top 40) (Billboard)    | 31          |
| US Top 40 Tracks (Billboard)           | 34          |

| Чарт (1999)                         | Позиція |
| ----------------------------------- | ------- |
| Australia (ARIA)                    | 65      |
| Austria (Ö3 Austria Top 40)         | 40      |
| Belgium (Ultratop 50 Flanders)      | 42      |
| Belgium (Ultratop 50 Wallonia)      | 12      |
| Canada Adult Contemporary (RPM)     | 81      |
| Europe (European Hot 100 Singles)   | 24      |
| Europe (European Radio 100 Singles) | 13      |
| France (SNEP)                       | 22      |
| Germany (Official German Charts)    | 39      |
| Netherlands (Dutch Top 40)          | 56      |
| Netherlands (Single Top 100)        | 57      |
| Romania (Romanian Top 100)          | 28      |
| Switzerland (Schweizer Hitparade)   | 39      |
| UK Singles (OCC)                    | 72      |
| US Dance Club Songs (Billboard)     | 26      |
| US Dance Singles Sales (Billboard)  | 14      |

| Регіон | Сертифікація | Продажі  |
| --- | ------------ | -------- |
| Австралія (ARIA) | Золотий      | 35 000^  |
| Бельгія (BEA) | Платиновий   | 50 000*  |
| Франція (SNEP) | Золотий      | 250 000* |
| Німеччина (BVMI) | Золотий      | 250 000^ |
| Велика Британія (BPI) | Золотий      | 400 000  |
| *продажі, що базуються лише на сертифікаціях · ^відвантаження, що базуються лише на сертифікаціях · продажі+прослуховування, що базуються лише на сертифікаціях |              |          |